# William Vogt (pamphlétaire)
 (juillet 2016).
Pour les articles homonymes, voir William Vogt et Vogt (homonymie).
William Vogt, né le 29 avril 1859 à Plainpalais et mort le 17 juillet 1918 à Vandœuvres, est un homme politique, auteur pamphlétaire et conférencier antimaçonnique et antiféministe suisse. Il est le fils de l'homme politique Carl Vogt, qui lui était franc-maçon. Il s’attaque à la franc-maçonnerie suisse et genevoise en publiant de nombreux livres et brochures pamphlétaires. Ces écrits sont parsemés de documents provenant de la maçonnerie elle-même.

## Biographie

### Parti radical
D’abord sympathisant de la section genevoise du Parti radical-démocratique suisse, il s’en distancie après l’affaire du recours de 1893 contre le résultat des élections où le radical Pierre Moriaud, fil conducteur entre les radicaux et les francs-maçons genevois, accuse les conservateurs d’avoir acheté des voix. Il obtient la signature de Vogt qui, une fois la fausseté des accusations éventée, se retourne contre Moriaud et la franc-maçonnerie.

### Pamphlétaire
Le 2 février 1893, Vogt lance une feuille satirique de quatre pages hebdomadaire intitulée La Goutte  qui après une parution régulière de deux ans verra deux numéros isolés en novembre et décembre 1898 à l’occasion des élections au Grand Conseil. De novembre 1901 au 15 novembre 1902, Vogt fait paraître une autre feuille: La Riposte des Libertins qui fait référence au parti qu’il a fondé, le parti des Libertins, fers de lance d’une croisade que Vogt mène contre le servilisme politique et la franc-maçonnerie «corrompue par les homme politiques et accapareurs égoïstes»
Le choix de la brochure pamphlétaire comme support pour une attaque-éclair ajustée à un événement incriminé permet une rédaction vive, une impression immédiate et un écoulement rapide à un prix de vente raisonnable.

### Député
Le 6 novembre 1898, Vogt est élu député au Grand Conseil du canton de Genève sous l’étiquette du parti des libertins (dont fait partie Jacques Gruet), une référence au temps de Calvin ou les libertins invoquent la liberté de penser.
Le 15 février 1899, il présente un projet de loi: au Grand Conseil concernant la récusation d'un juge appartenant à une société secrète dès que l'une des parties en cause appartient à la même société.
Radicaux et conservateurs combattent pour des raisons différentes le projet de Vogt. Ce dernier met en avant la qualité toute maçonnique du Grand Conseil genevois pour expliquer son refus d’un tel projet.
En 1902, les libertins ne sont plus représentés au Grand Conseil.

### Une«saisie franc-maçonnique»
Le matin du 26 mars 1902 il annonce la mise en vente le lendemain d'un catalogue de francs-maçons genevois et à 16h, sur requête d'Édouard Quartier-la-Tente, juge d'instruction à Neuchâtel, la justice genevoise saisit les 900 exemplaires ainsi que des formes et caractères d'imprimerie. Par la suite, l'Union des loges suisses lui intente un procès qu'elle perd. En avril 1902, la saisie est jugée illicite et la Grande Loge suisse Alpina se voit condamnée aux frais. Les catalogues sont alors rendus à Vogt. Par la suite, la Grande loge suisse Alpina contre-attaque, en invoquant la violation du droit d’auteur. Le 10 novembre 1904, l’Alpina est finalement déboutée par la cour d’appel et condamnée aux dépens. Le journaliste Durrenmatt avait publié en 1898 déjà un catalogue de maçons sans aucune poursuite de l’Alpina.

## Théories
William Vogt souhaite se distancer d'un antimaçonnisme primaire ou catholique. Pour lui la franc-maçonnerie est une duperie qui trompe avant tout les maçons eux-mêmes, en se dotant d'origines remontant avant le XVIIe siècle. Il la trouve ridicule dans ses rites et soumise à l'intérêt particulier de ses membres.
Par contre, il ne lui reproche pas de tendance à la conspiration maçonnique, considérant que les maçons, par lâcheté, s'accommodent de toute tendance politique et de tout gouvernement. Il juge la hiérarchisation et l’obéissance maçonnique en porte-à-faux avec leur idéal d’égalité . Il attaque leur philanthropie, qu’il qualifie de façade, et lui reproche sa modestie, incompatible avec la publicité qui en est faite, de plus elle ne s’exercerait qu’au profit de ses membres. Il dénonce aussi les tentations arrivistes et intéressées de ces derniers. 
Pour Vogt, le maçon s‘épuise en un ritualisme ridicule et pompeux, dénué d‘action réelle et impuissant à accomplir l’idéal maçonnique de régénération de l’humanité.
Il condamne sévèrement le canular de Taxil et ceux qui s'en sont servis pour dénoncer la maçonnerie, jugeant qu'il a profité à celle-ci par les sympathies qu'une aussi grossière accusation a provoqué. Il considère que l'obligation du maçon à considérer n'importe quel affilié comme son frère vicie dans son principe d'appréciation le magistrat et n'offre plus de garantie pour un plaignant profane. Pour cette raison, il souhaite la récusation d'un magistrat maçon quand il a à décider entre un frère et un inconnu. Il s'attaque au terme maçonnique "profane", le jugeant comme un terme de "suprême dédain" . Pour Vogt, le danger maçonnique se situe dans le nombre des maçons réunis, pas dans l’individu maçon, qui est le plus souvent une nullité.

## Œuvres

### Livres
- Le péril maçonnique en Suisse, Genève, Charles Zoellner, 1901, 365 p.
- La Grande duperie du siècle, Paris, 1904.
- Catalogue des Francs-Maçons suisses : 1910-1911 Partie 1, Ceux de Genève, éd. avec textes, annotations et adjonctions, Genève, tar, 1912
- Catalogue des francs-maçons suisses 1910-1911 / Deuxième partie, comprenant toutes les loges sauf celles de Genève, édité par William Vogt, Genève : [s.n., 1912], 219 p.
- L'irruption des Francs-Maçons dans l'Université, Genève, 1912
- La Première aux catholiques, Genève, 1912.
- Carriès le potier, Genève, Ed. de l'Eventail, 1918
- À propos du moins Romain des Rollands furieux : une riposte à l'auteur d'″Au-dessus de la mêlée″ et à ses thuriféraires de jadis et d'aujourd'hui, Paris, chez l'auteur, 1916 (réponse au texte de l'écrivain Romain Rolland, Au-dessus de la mêlée (texte)
- La Suisse allemande au début de la guerre de 1914, Paris, 1915
- Au Bourg-de-Four, Genève, 1913
- De l'enlaidissement de Genève : Une mise au point à propos de la maison de commune d'Onex ; La Maison des Fêtes de Plainpalais ; L'Ile Jean-Jacques Rousseau, Genève : L. Coulon, 1910
- Autour d'un grand peintre de mon temps, Genève : Impr. Atar, 1909
- Sexe faible, Paris, M. Rivière, 1908
- Calvinopolis : pastorales protestantes, Paris : P.-V. Stock, 1906
- La grande duperie du siècle : les fr. [...] en Suisse et en France', Paris : A. Bertout, 1904
- En passant..., Genève, 1904
- De la récusation des juges appartenant à une société secrète, Berne, 1903
- Ceux contre lesquels les libertins voteront toujours liste publiée par William Vogt, député, Ferney-Voltaire : Imprimerie de la "Riposte des libertins", [1902]
- Un escroc de haut vol, 1900
- Une petite guerre politique à Genève : le recours de 1893 et ses suites : annotations, articles, brochures, plaidoiries, 1899
- La vie d'un homme, Carl Vogt, avec deux portraits par Otto Vautier, Paris : Schleicher ; Stuttgart : E. Nägele, 1896
- L'inéluctable... : comédie -drame en deux actes, [préf. de Pierre-Augustin-Caron de Beaumarchais], Thonon-les-Bains : Masson Frères, 1894
- La goutte, Genève : La Goutte, 1893-1898
- Fragments
- L'altière confession, Paris

### Brochures
- Pierre-le-Petit, Genève, [1897?]
- Autour d'une saisie franc-maçonnique, sous-titré: Mon procès avec la franc-maçonnerie suisse 1re partie, Genève : Impr. J. Buzzi, 1902
- Où j'en suis avec mes .•. , sous-titré: Mon procès avec la franc-maçonnerie suisse 2e partie, Genève, [s.n.], 1902
- Notre éminent concitoyen, Genève : Impr. C. Zoellner, 1902 (sur Adrien Lachenal)
- Le Pélion de l'impudence sur l'Ossa de la bêtise, sous-titré: Mon procès avec la franc-maçonnerie suisse 3e partie, Genève : [s.n.], 1902.
- Eux, lui, moi : réponse à quelques sommités maçonniques et à l'Alpina, organe central de l'Union des loges suisses, Genève : Impr. C. Zoellner, [1901]
- J'accuse ..! (l'affaire Buzzi), Genève, : [s.n.], 1901
- Une cause sensationnelle : impressions d'audience, Genève : [s.n.], 1901
- Trimolétisme et Cacolétie
- Meâ culpâ, meâ maximâ culpâ
- L'affaire Dreyfus à Genève, [Geneva? : s.n.]. [1898?].
- Juges et francs-maçons, Genève, 1899
- De la franc-maçonnerie genevoise, Partie 1, 2 et 3, Genève : Impr. C. Zoellner, 1900